# Rolf Kosiek
Rolf Kosiek (* 23. September 1934 in Herford; † 16. August 2023) war ein deutscher Publizist, Politiker der Nationaldemokratischen Partei Deutschlands (NPD) und neonazistischer Funktionär. Eines seiner Pseudonyme war Rudolf Künast.

## Leben

### Ausbildung
Kosiek absolvierte ein Studium der Physik, Chemie und Geschichte in Göttingen (1955–1957) und Heidelberg (1957–1960). Er promovierte 1963 an der Universität Heidelberg in Kernphysik zum Dr. rer. nat. und war von 1963 bis 1968 wissenschaftlicher Assistent am dortigen 1. Physikalischen Institut. Von 1968 bis 1972 war er wissenschaftlicher Mitarbeiter des Duden-Verlages. 
Von 1963 bis 1967 war er Bundesführer des Jugendverbands Junge Adler.
Kosiek lebte bis 2012 in Nürtingen, seither in Bad Soden-Salmünster.

### Parteipolitische Tätigkeit
Von 1968 bis 1972 war er als Mitglied der NPD-Fraktion Abgeordneter im 5. Landtag von Baden-Württemberg. Von 1968 bis 1973 war er für die NPD Mitglied des Gemeinderats von Heidelberg. 
Kosiek war von 1973 an im NPD-Bundesvorstand und 1977 stellvertretender NPD-Vorsitzender in Baden-Württemberg. Kosiek galt als einer der Chefideologen der Partei.

### Entlassung aus dem Staatsdienst
Zu Beginn der 1970er Jahre hatte sich Kosiek als Dozent an der Fachhochschule in Koblenz beworben. Das Kultusministerium von Rheinland-Pfalz lehnte die Übernahme von Rolf Kosiek in den Staatsdienst ab. Kosiek klagte gegen diese Entscheidung. Die 7. Kammer des Verwaltungsgerichts Neustadt wies dessen Klage ab, nicht wegen dessen NPD-Mitgliedschaft, sondern wegen einer Aktion gegen linke Studenten in Heidelberg. Außerdem hatte Kosiek vor dem Stadttheater Ulm eine Flagge der DDR eingeholt. Somit weise Kosiek nicht die gebotene Zurückhaltung in politischen Auseinandersetzungen auf. Dagegen legte Kosiek Berufung ein.
Nach dem Ausscheiden aus dem Baden-Württembergischen Landtag war Kosiek von 1972 bis 1980 als Dozent für Mathematik, Physik und Statistik an der Fachhochschule Nürtingen tätig. Der baden-württembergische Kultusminister Wilhelm Hahn hatte dazu erklärt, er halte Kosiek zwar für einen „Nationalisten mit sehr konservativen Anschauungen“, aber nicht für einen „Radikalen“, der sich gegen Bestand und Gesellschaftsordnung unseres Staates wende.
Am 28. Februar 1974 kündigte Hahn das Dienstverhältnis mit der Begründung, dass sich Kosieks maßgebliche Funktion in der NPD, die verfassungsfeindliche Ziele verfolge, mit dem Beamtenstatus nicht vereinbaren lasse. Die Partei achte den Gedanken der Völkerverständigung nicht, huldige einem extremen Nationalismus, pflege eine rassistische Ideologie und distanziere sich nicht vom nationalsozialistischen Staat. 1980 wurde Rolf Kosiek aus dem Staatsdienst entlassen und wechselte zum Grabert-Verlag.

### Publizistische Tätigkeit
Kosiek war Buchautor, Verfasser von Zeitschriftenbeiträgen und Mitherausgeber von Resolutionen. Er veröffentlichte u. a. Beiträge in der rechtsextremen Publikation Nation und Europa. Als Dauerautor „Rudolf Künast“ verfasste Rolf Kosiek zahlreiche Artikel in der geschichtsrevisionistischen Zeitschrift Deutschland in Geschichte und Gegenwart (DGG) des Tübinger Grabert Verlags.
Ab 1981 war Kosiek der für die inhaltliche Arbeit zuständige Mitarbeiter und Lektor des rechtsextremen Grabert Verlags, dessen Gründer Wigbert Grabert ebenfalls Witikone war. Kosiek war außerdem Leiter des zu dem Verlag gehörenden Instituts für deutsche Nachkriegsgeschichte. 

#### Die Frankfurter Schule und ihre zersetzenden Auswirkungen
Anlässlich der Regierungsübernahme der rot-grünen Koalition im Jahre 1998 überarbeitete Kosiek sein Werk über die Frankfurter Schule: Die Frankfurter Schule und ihre zersetzenden Auswirkungen (2001). In den führenden Vertretern der rot-grünen Koalition sah Kosiek geistige Kinder der „68er, deren geistige Väter die Frankfurter Schule bilden. Ihre Ziele: die Zerstörung der deutschen geistigen Tradition, die Vernichtung des Volks- und Vaterlandsbewußtseins, der Abbau aller Autoritäten, die Auflösung der Familie und des Staates.“
Für die so genannten „zersetzenden Auswirkungen“ machte Kosiek Juden verantwortlich. Die nach 1945 entstandene „Kritische Theorie“, die der Frankfurter Schule zugrunde liege, sei „dem deutschen Denken fremd“. Sie bringe das „gefährliche geistige Gift des Marxismus in den deutschen Volkskörper“. Die „Umerziehung“, mit welcher vor allem – so Kosiek – die Angehörigen der Frankfurter Schule von den US-Alliierten beauftragt worden seien, habe dies möglich gemacht. Aus dem US-amerikanischen Exil als „Sieger“ zurückgekehrte „Zersetzer“ haben – so Kosiek – ganze Arbeit geleistet: Eine „egoistische Spaß- und Genussgesellschaft“ habe die gute alte Volksgemeinschaft abgelöst. Heute könnten „Fremde“ ungehindert „in den deutschen Volkskörper in Millionenzahl einströmen“.
Kosiek beklagte einen „Ungeist der Verneinung, Bezweiflung und Verweigerung“, der die „Innenwelt“ zerstört habe. Nicht nur für ihren Hass auf alles Deutsche, auch für die Umweltzerstörung machte Kosiek die von ihm so genannten „Zersetzer“ der Frankfurter Schule verantwortlich. All dies schob er „den Juden“ in die Schuhe: Er betonte, dass „fast alle führenden Vertreter der Frankfurter Schule dem Judentum entstammten“. Im selben Buch nahm Kosiek den mehrfach wegen Volksverhetzung vorbestraften Holocaustleugner Udo Walendy in Schutz und bezeichnete die seriöse Geschichtsforschung als „herrschende Umerziehungsmeinung“.

#### Der Große Wendig
Kosiek war zudem Herausgeber des fünfbändigen Werkes Der Große Wendig. Richtigstellungen zur Zeitgeschichte, das sich der neueren deutschen Geschichte vom Deutschen Kaiserreich bis zur Bundesrepublik Deutschland widmet. „Der Sieger schreibt die Geschichte!“ heißt es dort; „diese alte Weisheit“ habe „besonders für Deutschland nach der Kapitulation der Wehrmacht und der vollkommenen Besetzung des Deutschen Reiches ab Mai 1945“ gegolten. Seitdem sei den Deutschen „ein Geschichtsbild vermittelt [worden], das sich vor allem an der Kriegspropaganda der Alliierten ausrichtete, der Umerziehung der Deutschen dienen sollte und deren politische Erpressung ermöglichte“. Kosiek schrieb darin u. a. auch einen Artikel zum Thema Gaskammer in Auschwitzer Entlausungsanlage, in dem er beklagt, dass heutzutage von der „Gaskammer“ sofort „auf den Holocaust geschlossen“ werde. Dies sei Ausdruck „geistige[r] Verengung, die mehrere Jahrzehnte der Umerziehung und der sprachlichen Hoheit der 68er verursachten“.

## Funktionen in rechtsextremen Netzwerken
Kosiek hatte seit Ende der 1970er Jahre enge Verbindungen zum Deutschen Kulturwerk Europäischen Geistes (DKEG), bei dem er mehrfach als Referent auftrat, und war Vorstandsmitglied des von Walter Staffa geführten „Deutschen Seminars“ 
Er gehörte dem Führungskreis der im Jahr 2000 von bekannten Rechtsextremisten gegründeten „Deutschen Studiengemeinschaft“ (DSG) an. Vorsitzender der mit der DSG eng vernetzten Gesellschaft für freie Publizistik (GfP), die nach Einschätzung des Bundesamtes für Verfassungsschutz „die mitgliederstärkste rechtsextremistische Kulturvereinigung in Deutschland“ ist, war er von 1991 bis 2005. Seit 2005 war er stellvertretender GfP-Vorsitzender.
Seit 2001 Vorsitzender war er des Deutschen Kreises von 1972, der in der Druckschrift „Rechtsextremismus“ des baden-württembergischen Landesamts für Verfassungsschutz als Vereinigung rechtsextremistischer Bestrebungen aufgeführt ist. Beide Vereinigungen haben ihren Sitz in Nürtingen. Er gehörte dem Beirat der rassistischen, ehemals von Jürgen Rieger geführten Gesellschaft für biologische Anthropologie, Eugenik und Verhaltensforschung (GbfAEV) an, war Mitglied des Witikobundes, des „Aktionskreises des Witikobundes“ (Sitz: Nürtingen) und war aktiv tätig im revisionistischen Verein Kultur und Zeitgeschichte – Archiv der Zeit.
Er setzte sich 2006–2008 für die rechtsextreme NPD-Denkfabrik Dresdner Schule ein, die sich als Antwort auf die Frankfurter Schule um Max Horkheimer und Theodor W. Adorno verstand und „den Multikulturalisten und Umvolkern den politischen Kampf ansagt“.
Als Referent trat Kosiek für den Verein Dichterstein Offenhausen, die Deutsche Liga für Volk und Heimat und beim Schutzbund für das deutsche Volk auf. Kosiek arbeitete eng mit Walter Staffa und anderen Repräsentanten der DSG sowie mit den anderen Vorstandsmitgliedern der GfP zusammen und hatte bis zu seinem Lebensende große Bedeutung als Stratege und Ideologe der NPD und ähnlicher Gruppierungen.
Im Zusammenhang mit der Terrororganisation Nationalsozialistischer Untergrund bezeichnete der österreichische politische Journalist Hans-Henning Scharsach Kosiek als „radikale[n] Antisemit[en] und Rassentheoretiker“ und zählte ihn „zu den führenden Ideologen des braunen Milieus, in dem jenes neonazistische Mördertrio untertauchen konnte“.

## Ehrungen
Rolf Kosiek wurde 2012 von der rechtsextremen „Gesellschaft für freie Publizistik“ die „Ulrich-von-Hutten-Medaille“ verliehen.

## Publikationen
- mit Olaf Rose (Hrsg.): Der Große Wendig. Richtigstellungen zur Zeitgeschichte, 4 Bände + Registerband. Grabert-Verlag, Tübingen 2010
- Die Frankfurter Schule und ihre zersetzenden Auswirkungen. Grabert, Tübingen 2001
- Waldemar von Schütz (Hrsg. & Verleger), Bearb. Rolf Kosiek: Deutsche Geschichte im 20. Jahrhundert. Reihe: Veröffentlichungen des Institutes für deutsche Nachkriegsgeschichte, 34. Deutsche Verlagsgesellschaft, Rosenheim 1990
- Deutsches Land in fremder Hand. Tausend Jahre Grenzlandschicksal. Deutsche Ostgebiete. Deutsche Verlagsgesellschaft, Rosenheim 1990. 1982.
- Rolf Kosiek, Waldemar Schütz: Lexikon Deutsche Geschichte im 20. Jahrhundert, geprägt durch Ersten Weltkrieg, Nationalsozialismus, Zweiten Weltkrieg Deutsche Verlagsgesellschaft, Rosenheim 1990
- Völker statt 'One World'. Das Volk im Spiegel der Wissenschaft. Grabert, Tübingen 1999
- Jenseits der Grenzen. 1000 Jahre Volks- und Auslandsdeutsche. Veröffentlichungen aus Hochschule, Wissenschaft und Forschung, 12. Grabert, Tübingen 1987
- Das Volk in seiner Wirklichkeit. Naturwissenschaften und Leben bestätigen den Volksbegriff. Kurt Vowinckel Verlag, Berg am See, 1975
- Marxismus? Ein Aberglaube. Kurt Vowinckel, Berg am See 1972
- Wege zur Wirklichkeit. Das Volk in seiner Wirklichkeit. Band 7, Kurt Vowinckel, Berg am See 1976
- Deutsche Geschichte im 20. Jahrhundert. Das Ringen eines Volkes um Einheit und Bestand. Grabert, Tübingen 2004
- Mathematik für Wirtschaftswissenschaftler, Bd. 1, 1975

Vier Bücher schrieb Rolf Kosiek nach eigenen Angaben unter Pseudonym.